# Recta de Filón

Recta de Filón de un punto P y de un ángulo DOE, y la igualdad definitoria de distancias desde P y Q hasta los extremos de DE, donde Q es la base de una perpendicular desde el vértice del ángulo

En geometría, la recta de Filón se construye a partir de un ángulo y de un punto situado en su interior, y se define como el segmento más corto que pasa por el punto y que tiene sus extremos en los dos lados del ángulo. Lleva el nombre de Filón de Bizancio, un tratadista griego que escribió sobre dispositivos mecánicos, y que vivió probablemente durante el siglo I o II a. C. Usó la recta que lleva su nombre para calcular la duplicación del cubo. Es sabido que no se puede duplicar el cubo exclusivamente con regla y compás, ni tampoco construir la recta de Filón.

## Caracterización geométrica
El punto de definición de una recta de Filón, y la base de una perpendicular desde el vértice del ángulo a la recta, son equidistantes a los puntos finales del segmento abarcado por el ángulo. Es decir, supóngase que el segmento {\displaystyle DE} es parte de la recta de Filón del punto {\displaystyle P} y el ángulo {\displaystyle DOE}; y sea {\displaystyle Q} la base de una perpendicular {\displaystyle OQ} a {\displaystyle DE}. Entonces, {\displaystyle DP=EQ} y {\displaystyle DQ=EP}.
Por el contrario, si {\displaystyle P} y {\displaystyle Q} son dos puntos cualesquiera equidistantes de los extremos de un segmento rectilíneo {\displaystyle DE}, y si {\displaystyle O} es cualquier punto de la recta que pasa por {\displaystyle Q} que es perpendicular a {\displaystyle DE}, entonces {\displaystyle DE} es la recta de Filón del ángulo {\displaystyle DOE} y el punto {\displaystyle P}.

## Duplicación del cubo
La recta de Filón se puede usar para duplicar un cubo, es decir, para construir una representación geométrica de la raíz cúbica de dos, y este fue el propósito de Filón al definirla. Específicamente, sea {\displaystyle PQRS} un rectángulo cuya relación de aspecto {\displaystyle PQ:QR} es {\displaystyle 1:2}, como en la figura. Sea {\displaystyle TU} la recta de Filón del punto {\displaystyle P} con respecto al ángulo recto {\displaystyle QRS}. Por otro lado, se denomina {\displaystyle V} al punto de intersección de la línea {\displaystyle TU} y de la circunferencia que pasa por los puntos {\displaystyle PQRS}. Debido a que el triángulo {\displaystyle RVP} está inscrito en la circunferencia con {\displaystyle RP} como diámetro, es un triángulo rectángulo y {\displaystyle V} es la base de una perpendicular desde el vértice del ángulo hasta la recta de Filón.
Sea {\displaystyle W} el punto donde la línea recta {\displaystyle QR} cruza una línea perpendicular a través de {\displaystyle V}. Entonces, las igualdades de los segmentos {\displaystyle RS=PQ}, {\displaystyle RW=QU} y {\displaystyle WU=RQ} se derivan de la propiedad característica de la recta de Filón. La semejanza de los triángulos rectángulos {\displaystyle PQU}, {\displaystyle RWV} y {\displaystyle VWU} se deduce a partir de la bisección perpendicular de los triángulos rectángulos. La combinación de estas igualdades y relaciones de semejanza permite obtener la igualdad de proporciones {\displaystyle RS:RW=PQ:QU=RW:WV=WV:WU=WV:RQ} o más concisamente {\displaystyle RS:RW=RW:WV=WV:RQ}. Dado que el primer y último término de estas tres proporciones iguales están en la razón {\displaystyle 1:2}, las proporciones en sí deben ser todas {\displaystyle 1:{\sqrt[{3}]{2}}}, la proporción que se requiere para duplicar el cubo.
Sabiendo que es imposible duplicar el cubo solo con regla y compás, es igualmente imposible construir la recta de Filón con estas herramientas.

## Lecturas relacionadas
- Neovius, Eduard (1888). «Ueber eine specielle geometrische Aufgabe des Minimums». Mathematische Annalen 31 (3): 359-362. doi:10.1007/BF01206220.
- Neuberg, J. (1907). «Sur un minimum». Mathesis: 68-69.
- Wetterling, W. W. E. (1996). «Philon's line generalized: an optimization problem from geometry». Journal of Optimization Theory and Applications 90 (3): 517-521. MR 1402620. doi:10.1007/BF02189793.